# 厚尾骨尾魚
厚尾骨尾魚（学名：Gila crassicauda）为輻鰭魚綱鯉形目雅羅魚科的其中一種，分布於北美洲美國加利福尼亞州中央山谷的薩克拉門托河和聖華金河流域的低地湖泊、沼澤、池塘、緩慢流動的河流，體長可達25公分，因農業開發、水壩及灌溉設施的修築導致棲地破壞，已滅絕。
其种加词“crassicauda”意为“厚尾的”。